# Roger Mennevée
Roger Mennevée (1885-1973) fue un escritor francés. Es conocido por sus opiniones antimasónicas.